# Bełda
Bełda [ˈbɛu̯da] est un village polonais de la gmina de Rajgród dans le powiat de Grajewo et dans la voïvodie de Podlachie. Il se situe à environ 8 kilomètres au sud-ouest de Rajgród, à 12 kilomètres à l'est de Grajewo et à 73 kilomètres au nord-ouest de Białystok. 